# Моја лутка за облачење
Моја лутка за облачење (транслит.) јапанска је манга серија коју је написала и илустровала Шиничи Фукуда. Наслов се објављивао од јануара 2018. до марта 2025. године у недељном сеинен манга часопису Young Gangan компаније Square Enix. Поглавља су сакупљена у укупно 15 танкобона. Аниме адаптација коју је анимирао студио CloverWorks се емитовала од јануара до марта 2022. године са укупно 12 епизода. Друга сезона се емитује од 6. јула 2025. године. Манга има тренутно 11 милиона примерака у циркулацији.

## Радња
Вакана Гоџо је повучени средњошколац без родитеља и пријатеља, посвећен изради хина лутака. Марин Китагава је атрактивна девојка из Ваканиног разреда, која потајно сања о томе да постане врхунски косплејер. Када открије Ваканин тајни хоби, Марин га убеђује да јој направи костим за косплеј. Међутим, из ових хобија настаће нешто веће од пријатељства.

## Манга
Мангу је написала и илустровала Шиничи Фукуда. Објављивала се од 19. јануара 2018. до 21. марта 2025. године у недељном сеинен манга часопису Young Gangan. Поглавља су сакупљена у укупно 15 танкобона. Манга је добила спиноф који се серијализовао од 20. децембра 2024. до 4. јула 2025. године.
Издавачка кућа Чаробна књига преводи мангу на српски језик од 2024. године.

### Списак томова
| - Поглавља 1−7 - Додатак |

| - Поглавља 8−15 - Додатак |

| - Поглавља 16−23 - Додатак |

| - Поглавља 24−31 - Додатак |

| - Поглавља 32−39 - Додатак |

| - Поглавља 40−47 - Додатак |

| - Поглавља 48−55 - Додатак |

| - Поглавља 56−63 - Додатак |

| - Поглавља 64−71 - Додатак |

| - Поглавља 72−79 - Додатак |

| - Поглавља 80−87 - Додатак |

## Аниме
Манга је адаптирана у аниме серију у продукцији студија CloverWorks. Емитовала се од 9. јануара до 27. марта 2022. године. Наставак је најављен 17. септембра 2022. године. Друга сезона се емитује од 6. јула 2025. године.

## ТВ Драма
Серија је произвела телевизијску серију од десет епизода. Оригинално се емитовала од 9. октобра до 10. децембра 2024. године на јапанском каналу MBS.